# Síndrome floral

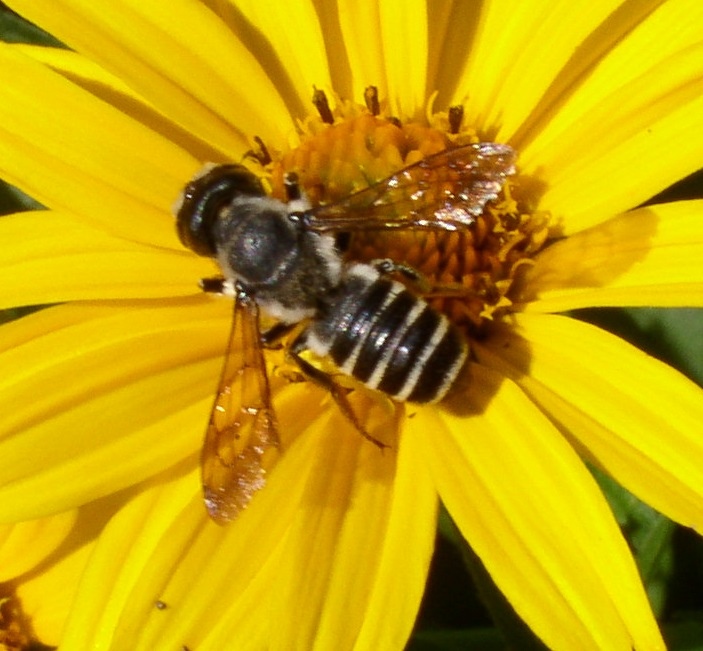
Abeja Megachile polinizando un girasol (Melitofilia).

Un síndrome floral es un conjunto de caracteres de las flores destinados a atraer a un tipo particular de polinizador, (Proctor et al. 1996). Se incluyen caracteres tales como forma, tamaño, color, tipo y cantidad de recompensa, composición química del néctar, horario y época de floración. Por ejemplo, las flores tubulares, rojas con abundante néctar atraen a los pájaros; las de mal olor y color a carne podrida atraen a ciertos tipos de moscas. Los síndromes son el resultado de evolución convergente en respuesta a similares presiones selectivas.

## Tipos de síndromes florales

### Síndromes florales abióticos

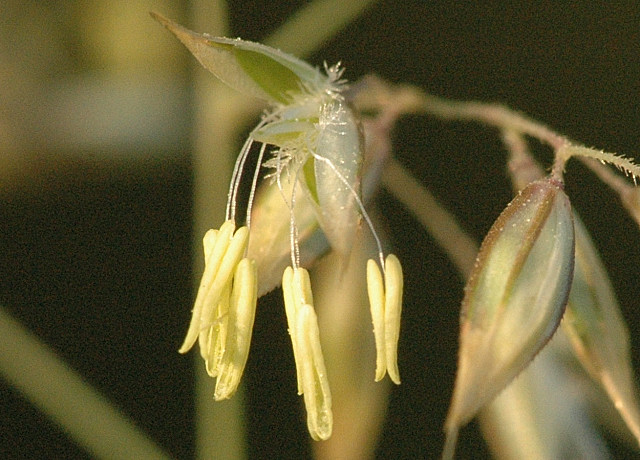
Flores en antesis de Holcus mollis, obsérvense los estigmas plumosos adaptados para "atrapar" los granos de polen que están suspendidos en el aire, y los estambres péndulos, fácilmente movibles por el viento.

Éstos no atraen a animales. Sin embargo las flores presentan conjuntos compartidos de caracteres. (Las gimnospermas o plantas no florales también son polinizadas por el viento y sus órganos reproductores se asemejan a las flores de las plantas anemófilas).
- Anemofilia o polinización por el viento. Las flores suelen ser pequeñas, inconspicuas, verdes, poco llamativas. Producen grandes cantidades de granos de polen pequeños y livianos que son fácilmente acarreados por el viento. Por eso el polen de las plantas anemófilas suele causar alergias. En cambio, el polen de plantas polinizadas por animales raramente son alergénicas. Tienen estigmas plumosos para atrapar a los granos de polen. Crecen en comunidades de baja diversidad y suelen ser los ejemplares más altos de sus comunidades. En algunos casos son visitadas por insectos que coleccionan su polen pero no efectúan la polinización, por lo tanto no ejercen una presión selectiva en la evolución de los caracteres florales.

- Hidrofilia o polinización por el agua. Ciertas plantas acuáticas producen polen transportado por el agua. Producen flores pequeñas e inconspicuas. Los granos de polen tienen adaptaciones especiales para ser llevados por el agua y los estigmas son muy ramificados para poder atrapar los granos de polen. Debe notarse que no todas las plantas acuáticas son polinizadas por el agua. Muchas producen flores que emergen sobre la superficie y son polinizadas por animales.

### Síndromes florales bióticos

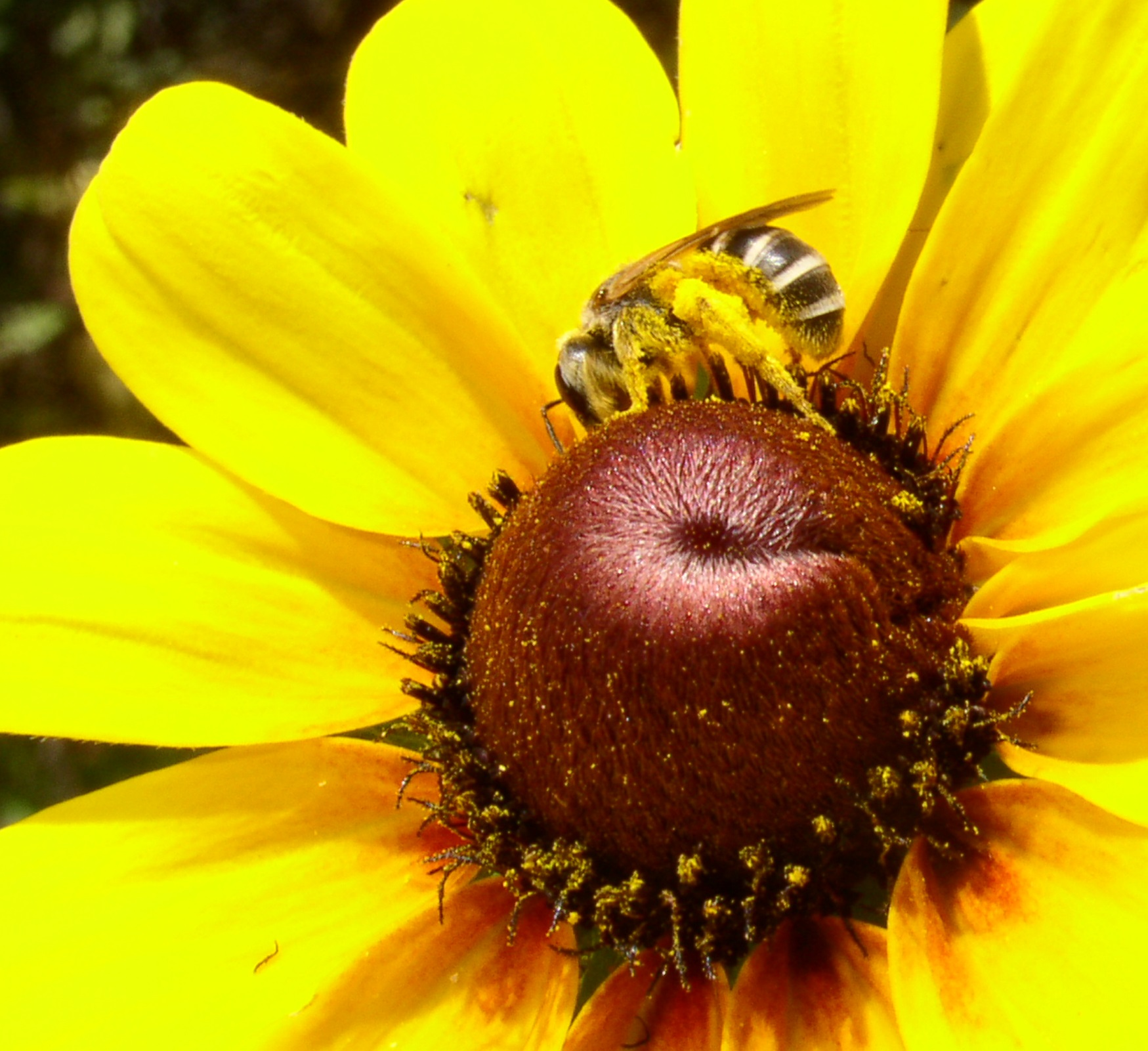
Abeja Halictidae con carga de polen.

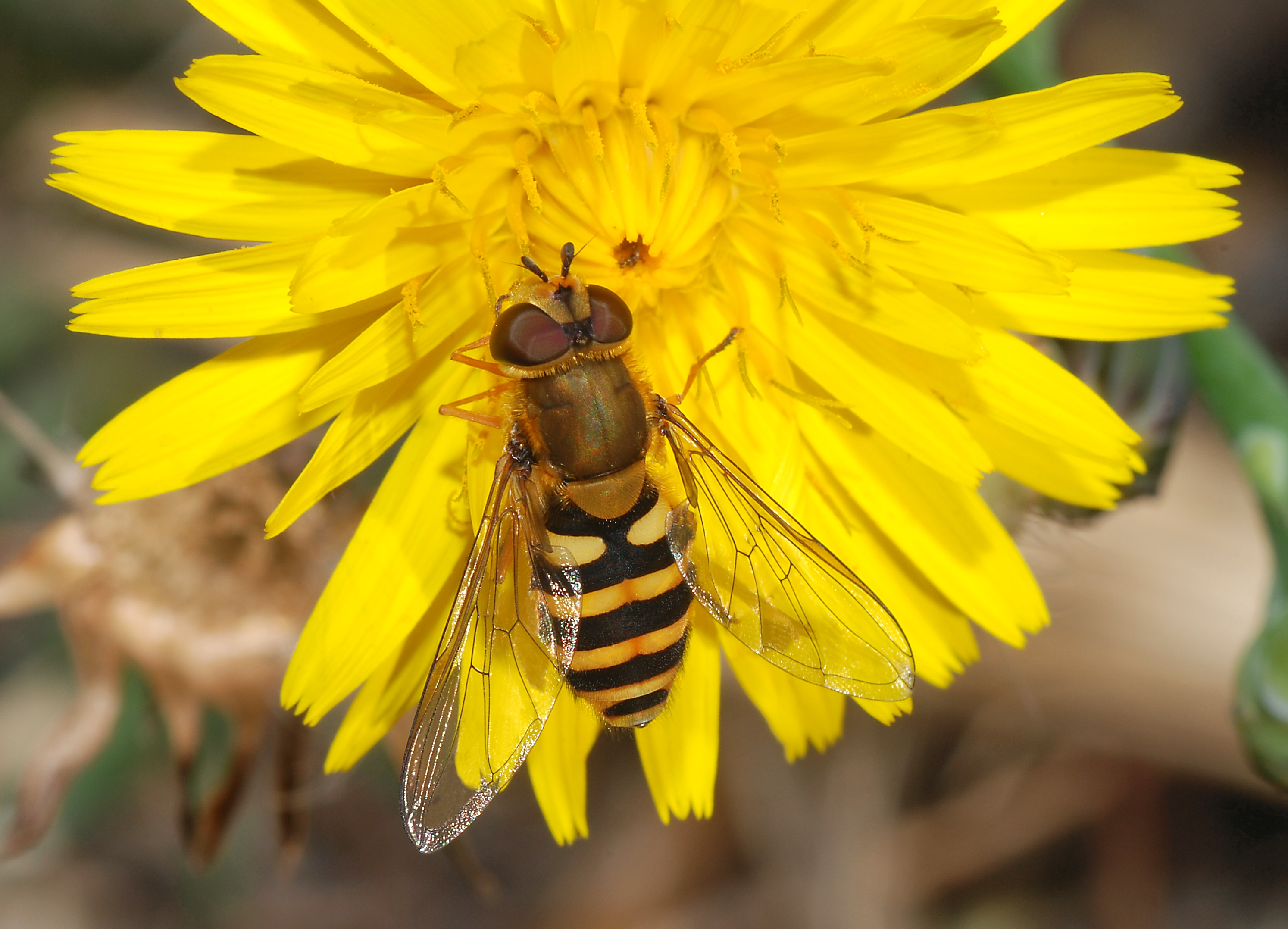
Mosca sírfida Syrphus ribesii polinizando una flor melitofílica

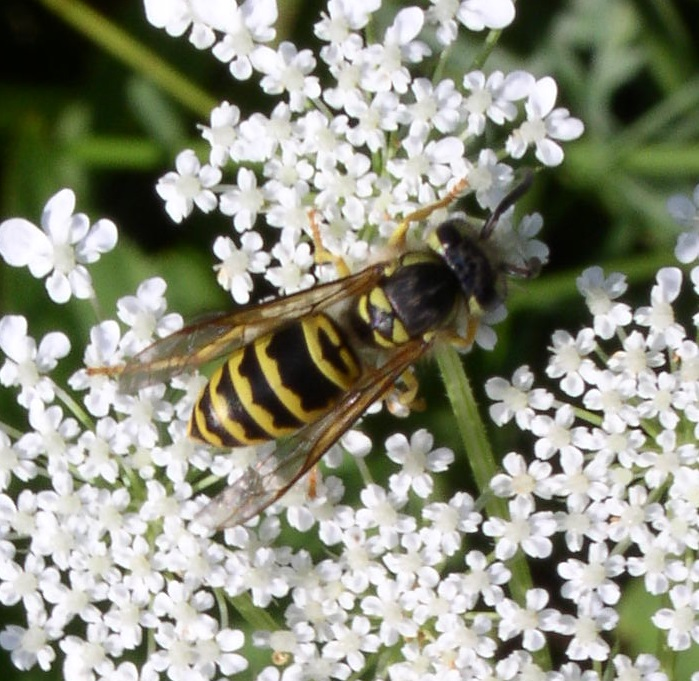
Vespula maculifrons (polinización por avispas)

La mayoría de las angiospermas son polinizadas por animales. Se clasifican según el tipo de animales que las polinizan. Los más comunes son los insectos; por eso a veces los términos zoofilia y entomofilia se confunden.
A continuación se recoge una lista de los síndromes zoófilicos más aceptados.
- Melitofilia o polinización por abejas. Las flores polinizadas por abejas se agrupan en dos clases:

* Vistosas, abiertas, con simetría radial, forma de tazón y relativamente no especializadas (por ejemplo: diente de león, rosa silvestre, margarita, etc.)
* Vistosas, complicadas, con simetría bilateral y especializadas (flores de la familia Fabaceae).
La mayoría de las flores de este tipo son de colores amarillo o azul, con frecuencia tienen guías de néctar ultravioletas. Suministran cantidades de polen, néctar o ambos en cantidades variables. La sacarosa tiende a ser el azúcar predominante. Algunas flores melitofílicas requieren polinización por zumbido.
- Polinización por otros himenópteros. Muchas especies de avispas visitan flores en busca de néctar y efectúan polinización de una variedad de tipos de flores que en muchos casos corresponden a la descripción de melitofilia o que no corresponden fácilmente a un síndrome determinado. Otras avispas visitan flores muy especializadas, orquídeas Ophrys. Los machos son atraídos por su apariencia y perfume similar a los de las hembras de esas especies y tratan de aparearse. Los higos presentan un tipo altamente especializado de polinización por avispas, las avispas de los higos (familia Agaonidae).

Las hormigas también son visitantes frecuentes de las flores pero raramente realizan polinización.
- Miofilia y sapromiofilia o polinización por moscas. Ciertos tipos de flores polinizadas por moscas tienen olor y color a carne podrida y atraen a moscas carroñeras que intentan depositar sus huevos en ellas. Así efectúan la polinización sin recibir ningún beneficio.  Muchas flores de tipo melitofílico son polinizadas por moscas, en especial las moscas sírfidas. Si las condiciones climáticas no favorecen a las abejas, las moscas pueden llegar a realizar la mayor parte de la polinización de flores melitofílicas.

- Psicofilia y falenofilia o polinización por mariposas y polillas. Las flores polinizadas por mariposas y polillas, lepidópteros, suelen ser tubulares, adaptadas a la larga lengua de estos. Las flores nocturnas son polinizadas por mariposas nocturnas o polillas así que suelen abrirse y producir néctar y perfume durante la noche o al amanecer y anochecer.

- Cantarofilia o polinización por escarabajos. Los escarabajos no están muy especializados para la polinización. Sus piezas bucales son masticatorias y suelen hacer más daño que beneficio en muchos casos, sin embargo algunas flores de los taxones más primitivos de angiospermas son polinizadas por escarabajos. por ejemplo las magnolias y los nenúfares. Los ovarios de las flores suelen estar bien protegidos contra el daño que pueden causar las mandíbulas de los escarabajos.[2]

Los escarabajos pueden ser importantes en ciertas regiones semiáridas de Sudáfrica, del sur de California y de las praderas montanas de KwaZulu-Natal en Sudáfrica.
- Ornitofilia o polinización por aves. Las flores ornitofílicas suelen ser grandes, rojas, tener forma tubular y néctar abundante. Todas estas características son favorecidas por las aves. Las flores ornitofílicas son más abundantes en los bosques tropicales húmedos. Muchas de las flores polinizadas por picaflores u otras aves tienen colores en la gama del rojo, naranja o rosado aunque éstos también liban néctar de flores de otros colores. A diferencia de muchas de las flores polinizadas por insectos las flores ornitófilas no tienen guías de néctar en la gama del ultravioleta lo que las hace casi invisibles a los insectos que tienen ese tipo de visión. Esto posiblemente reduzca el robo de néctar por parte de insectos.[5][6]

Las flores polinizadas por aves también se caracterizan por producir néctar con baja concentración de azúcares (alrededor de 25% en peso) con predominancia de la sacarosa sobre la fructosa y glucosa. Mientras que las flores polinizadas por insectos suelen tener concentraciones más altas de azúcar, especialmente de fructosa y glucosa.
- Quiropterofilia o polinización por los murciélagos. Las flores polinizadas por murciélagos suelen ser flores nocturnas de color blanco o crema, grandes, con abundantes recompensas energéticas, ya sea néctar o polen.[8] Muchos cactos y muchos árboles de la familia Bombacaceae tienen flores nocturnas, polinizadas por murciélagos.[9]

Los murciélagos usan los sentidos de la vista el olfato y ecolocación para encontrar las flores. Las flores polinizadas por murciélagos tienden a producir mayores cantidades de néctar por períodos más prolongados de tiempo. El polen tiende a estar aglutinado en grupos.

Ejemplos de síndromes florales bióticos
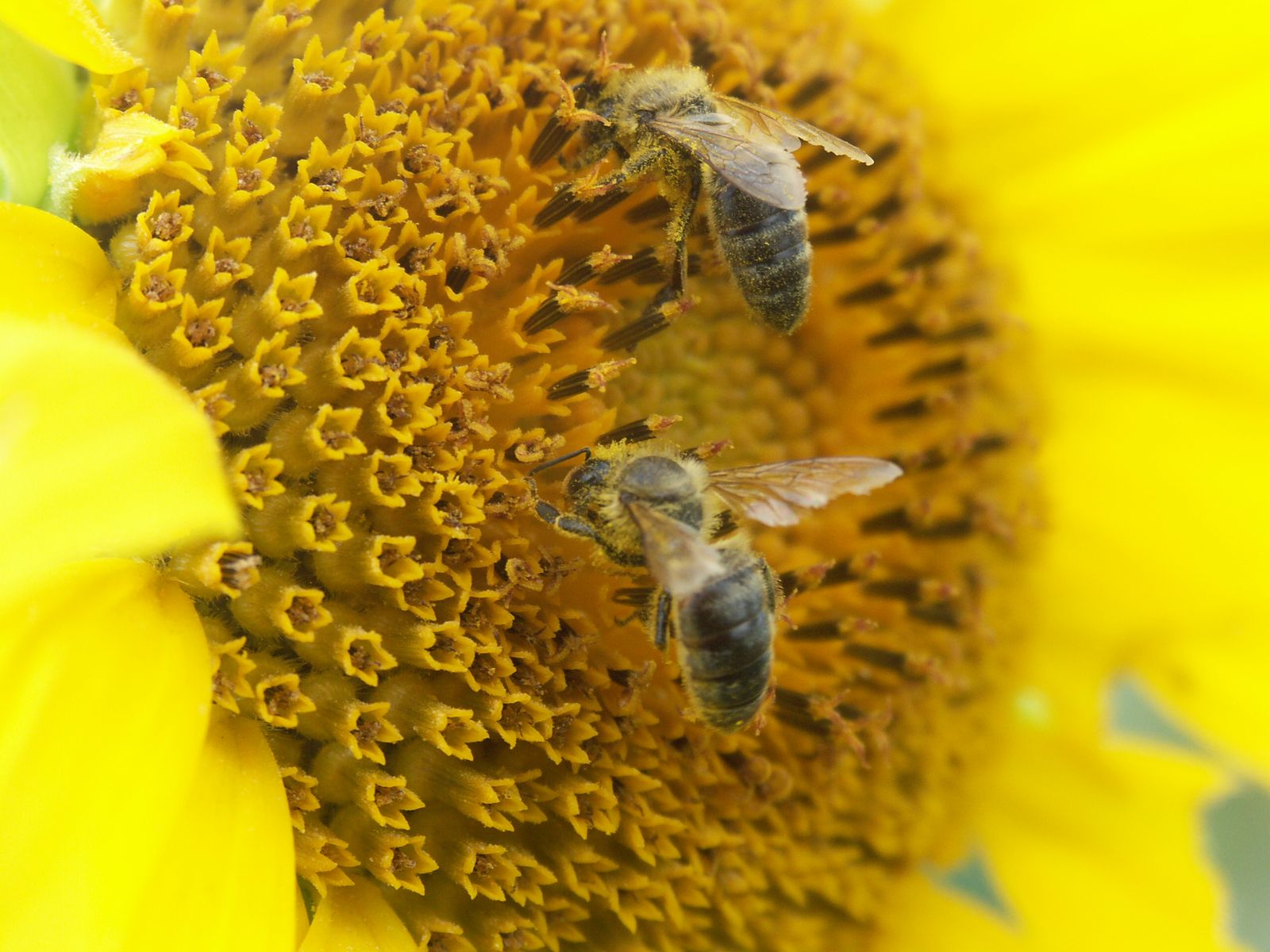
Abejas (Melitofilia)
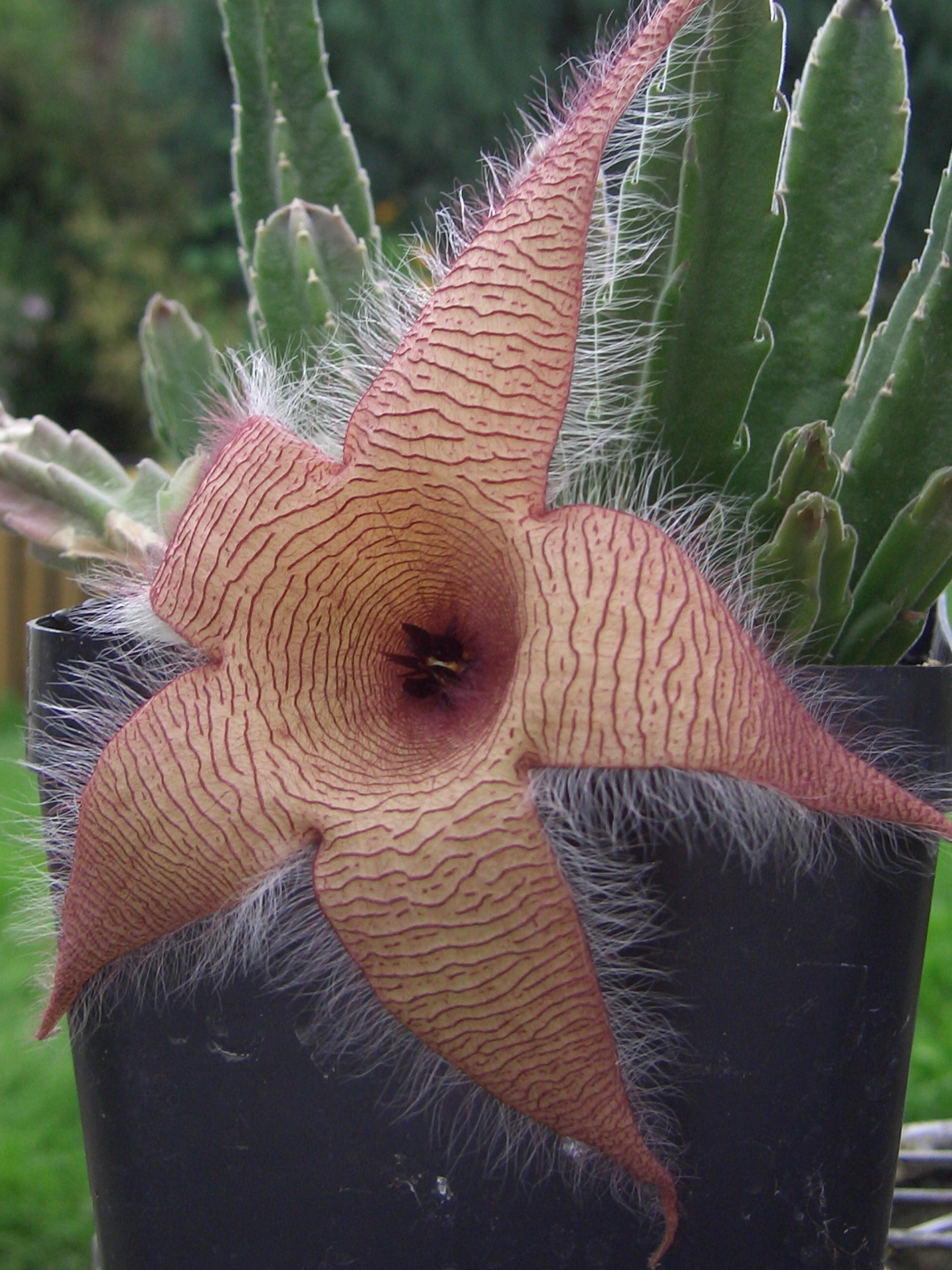
Stapelia gigantea (Sapromioflia)
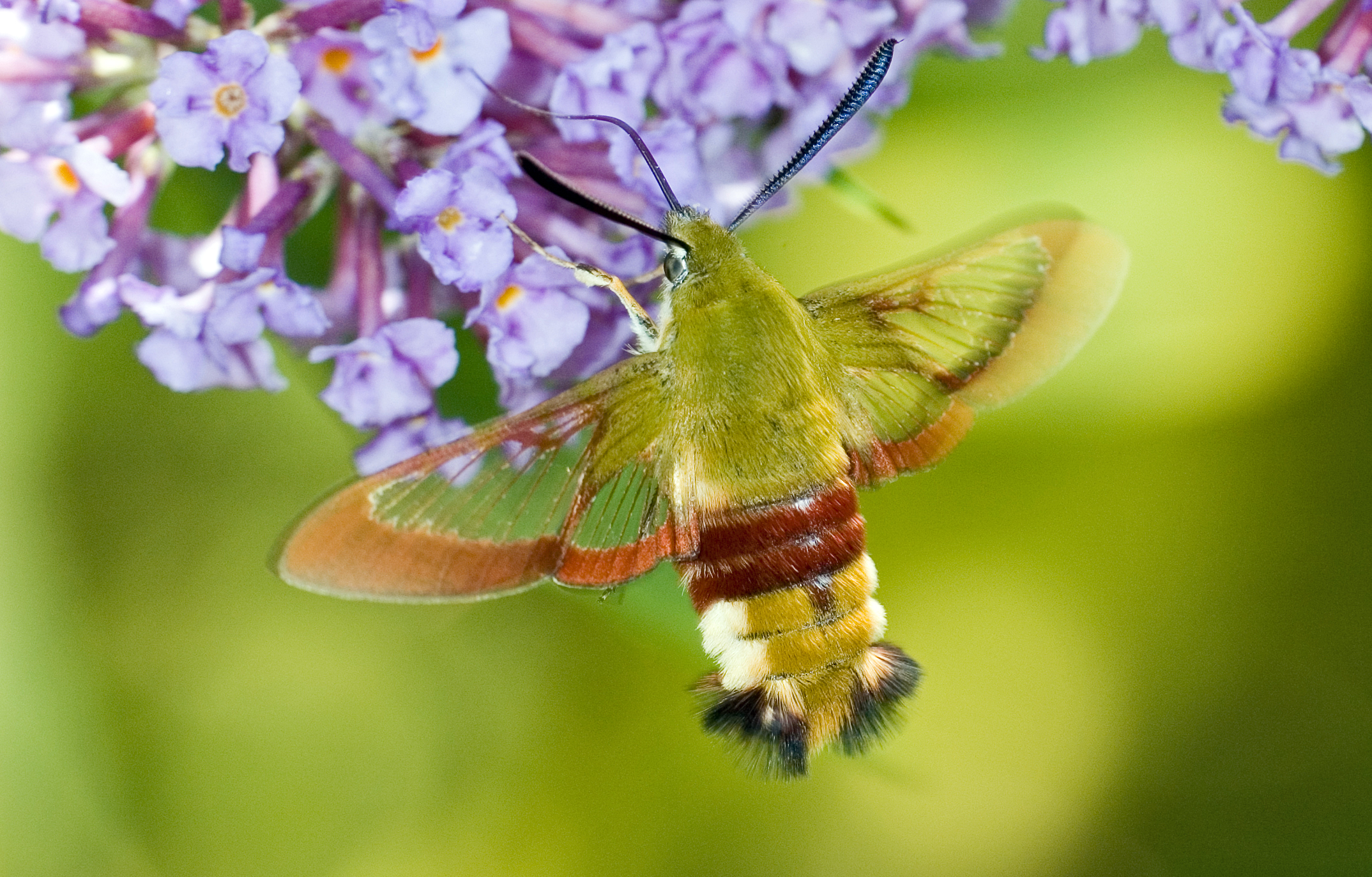
Mariposa Esfíngida, Hemaris sp. (Falenofilia)
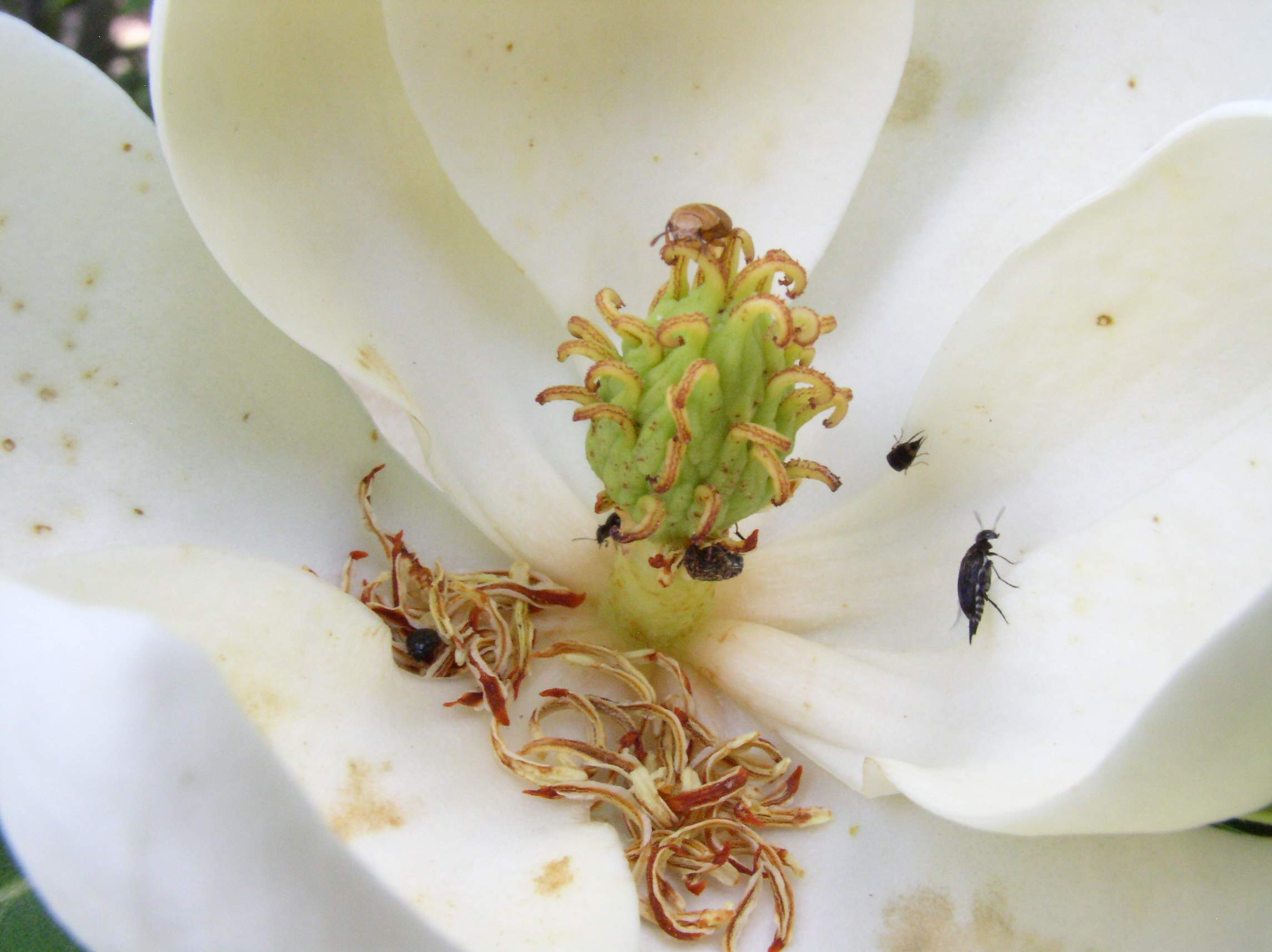
Magnolia, escarabajos Mordellidae (Cantarofilia)
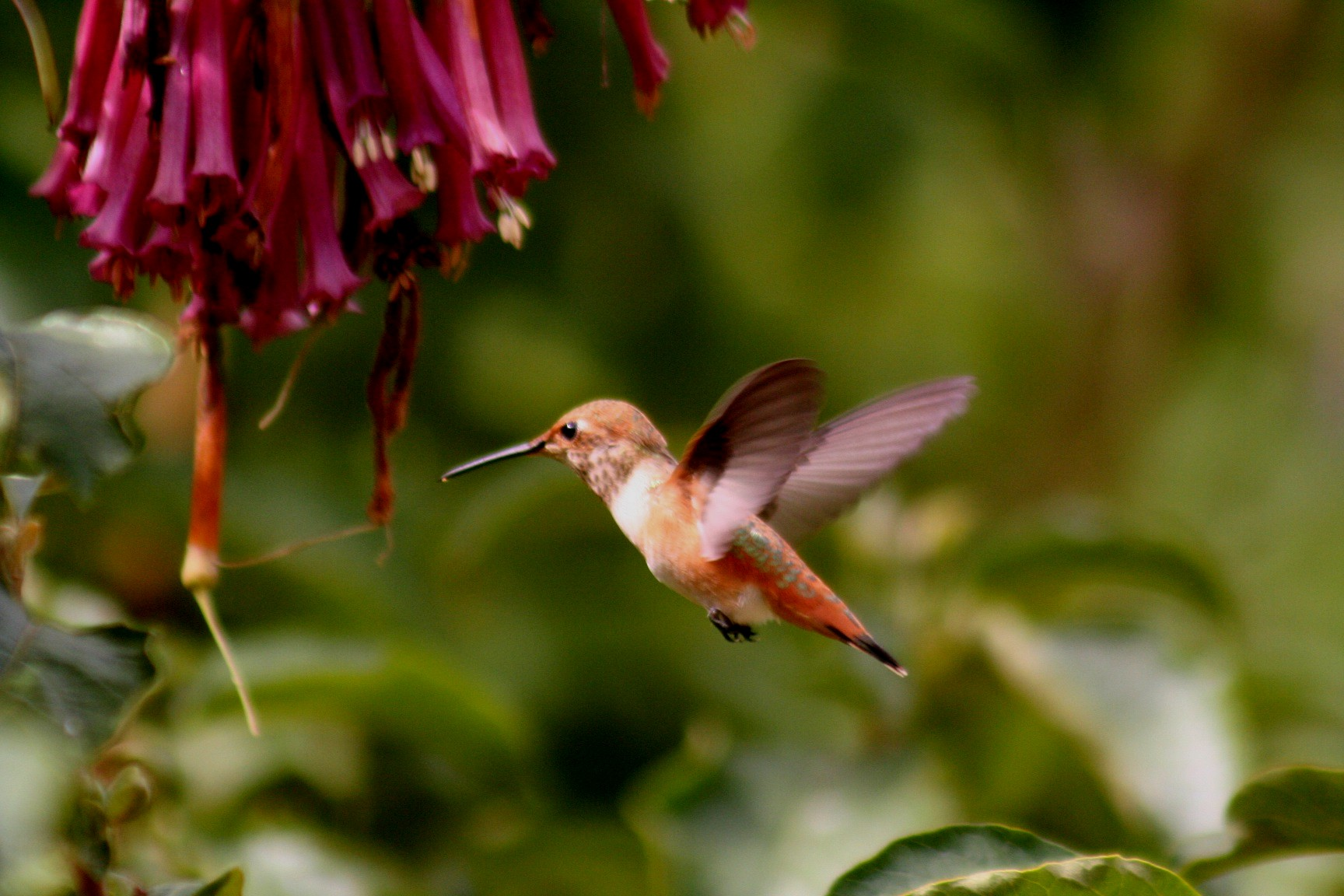
Colibrí de la especie Stellula caliope (Ornitofilia)
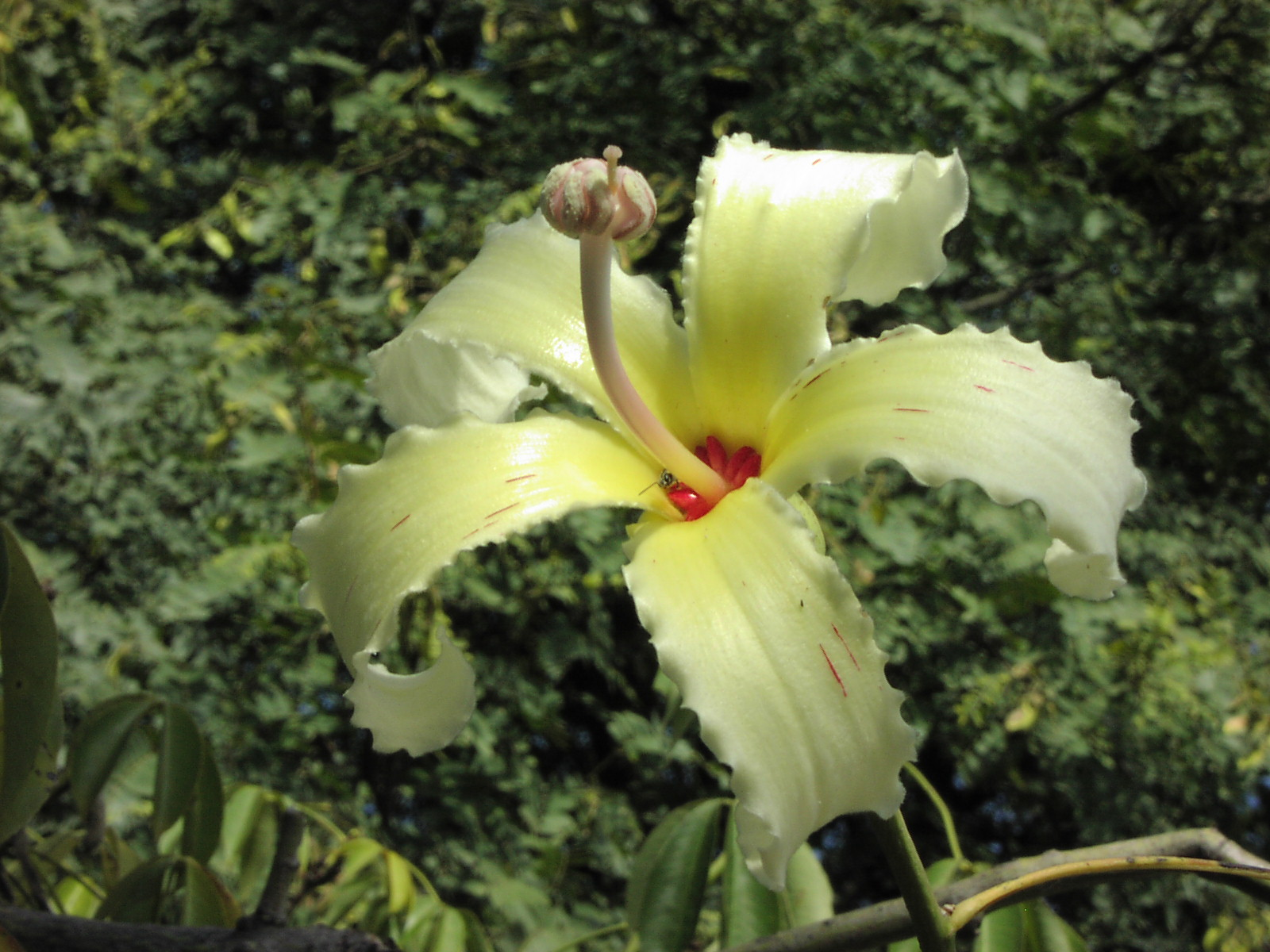
Palo borracho, Chorisia sp (Quiropterofilia)

## Biología
Los síndromes florales reflejan una evolución convergente que limita los tipos de polinizadores y aumentan la especialización de la planta con respecto a la polinización. Son la respuesta a las presiones selectivas ejercidas por polinizadores compartidos. Por ejemplo, si dos plantas no relacionadas son polinizadas por polillas nocturnas van a desarrollar caracteres semejantes, aquellos rasgos que son más atractivos para tales polinizadores.
- Ventajas de la especialización:

* Eficiencia de la polinización: una planta busca obtener el máximo de polinización con un mínimo de inversión; el néctar es barato, pero el polen es caro. Algunos polinizadores son más eficientes que otros.
* Constancia de los polinizadores o constancia floral: es esencial para la planta que el polinizador retorne repetidamente a la misma clase de flor, de lo contrario el polen termina desperdiciándose en flores de otras especies
- Ventajas de la generalización: los polinizadores fluctúan en su abundancia independientemente de la de las flores. Una planta necesita otros tipos de polinizadores si el que es habitual está ausente.

- Crítica de los síndromes: la mayoría de las flores no corresponde a un tipo particular. Se trata de casos de síndromes florales mixtos () que no calzan dentro de un tipo u otro. Es necesario revaluar los tipos de polinizadores y es mejor clasificarlos por su función y no por su taxonomía. Muchos polinizadores de diversos grupos taxonómicos pueden realizar una función similar y por lo tanto ejercer presiones selectivas similares en el tipo de flor. Los grupos de polinizadores de diversos taxones que visitan flores similares y realizan una función similar constituyen gremios. También hay que tener en cuenta la eficiencia de cada polinizador, porque no basta con que sea un visitante frecuente si no es capaz de acarrear polen.